# Euxoa cana
Euxoa cana là một loài bướm đêm trong họ Noctuidae.